# جون تايلور (لاعب كرة قدم أسترالية)
جون تايلور (بالإنجليزية: John Taylor)‏ هو لاعب كرة قدم أسترالية أسترالي، ولد في 21 سبتمبر 1963.

## وصلات خارجية
- جون تايلور على موقع AustralianFootball.com (الإنجليزية)
- جون تايلور على موقع AFLtables.com (الإنجليزية)